# Port lotniczy Rijan
Port lotniczy Rijan – międzynarodowy port lotniczy położony w mieście Al-Mukalla, w Jemenie.

## Linie lotnicze i połączenia
| Linia lotnicza | Kierunek                                         |
| -------------- | ------------------------------------------------ |
| Yemenia        | 1. Aden 2. Dubaj-Al Maktoum 3. Dżudda 4. Sokotra |